# 福澤浩行
福澤 浩行（ふくざわ ひろゆき、1954年12月6日 -）はNHKのエグゼクティブアナウンサー。

## 人物
長野県松本市出身。長野県松本深志高等学校、中央大学経済学部卒業後、1977年入局。
スポーツ実況は主に野球が主体であり、数多くの重要な試合を担当している。競馬中継（レース及びパドック）担当としても知られ、藤井康生とともに数多くのGIレースを実況。特に第118回天皇賞（秋開催）、第50回有馬記念が有名である。

## 現在の出演番組
- NHKプロ野球他スポーツ中継（メジャーリーグ、バスケットボール、競馬など　2009年6月東京復帰で大リーグ中継なども担当）
- ワールドスポーツMLB（2015年4月6日 - ）隔週で担当

## 過去の出演番組
- NHKニュースワイド（スポーツコーナー担当）
- 世界陸上東京大会（1991年、男子走り幅跳びラジオ実況）[3]
- 全国盲学校野球大会決勝戦（2008年9月2日未明、録音中継での実況）[4]
- 第7回NHK朗読と音楽の夕べ「サーカスの世界へようこそ」（2008年12月開催）
- ぼくらの青春 J-POP 平成ミュージック・グラフィティー （2014年10月 - 2015年3月 パーソナリティー）
- 世界の競馬（レース実況担当）